# Lutz Brauer
Lutz Brauer (* 4. September 1949 in Burgstädt, Kreis Rochlitz) ist ein deutscher Politiker (CDU).
Brauer besuchte die Polytechnische Oberschule und machte das Abitur mit Berufsausbildung. Er studierte an der Universität Rostock und war danach als Diplom-Ingenieur für Melioration tätig. Er war ferner Mitglied des Rates des Kreises Rügen für Bau- und Wohnungspolitik und Beigeordneter für Bau und Wirtschaft im Landkreis Rügen.
Brauer wurde 1991 Mitglied der Mittelstandsvereinigung der CDU Rügen. Er gehörte von 1990 bis 1994 dem Rügener Kreistag an und saß danach von 1994 bis 2002 im Landtag von Mecklenburg-Vorpommern, wo er stellvertretender Vorsitzender des Umweltausschusses war.